# Aline Höpli
Aline Höpli (25 febbraio 2001) è una sciatrice alpina svizzera.

## Biografia
Specialista delle prove tecniche attiva dal novembre del 2017, Aline Höpli ha esordito in Coppa Europa il 2 dicembre 2019 a Funäsdalen in slalom speciale (25ª) e ai Mondiali juniores di Panorama 2022 ha vinto la medaglia di bronzo nella combinata. Ha debuttato in Coppa del Mondo il 19 novembre 2022 a Levi in slalom speciale, senza completare la prova, e il 19 gennaio 2025 ha conquistato a Zell am See nella medesima specialità il primo podio in Coppa Europa (3ª). Non ha preso parte a rassegne olimpiche o iridate.

## Palmarès

### Mondiali juniores
- 1 medaglia:
  - 1 bronzo (combinata a Panorama 2022)

### Coppa del Mondo
- Miglior piazzamento in classifica generale: 86ª nel 2025

### Coppa Europa
- Miglior piazzamento in classifica generale: 31ª nel 2025
- 2 podi:
  - 1 secondo posto
  - 1 terzo posto

### Campionati svizzeri
- 2 medaglie:
  - 1 argento (slalom speciale nel 2024)
  - 1 bronzo (combinata nel 2020)